# USS Benjamin Franklin (SSBN-640)
El USS Benjamin Franklin (SSBN 640), el buque líder de los   Submarinos clase Benjamin Franklin del submarino de misiles balísticos, fue el único submarino de la Armada de los Estados Unidos que recibió el nombre del Benjamin Franklin. (1706-1790), el periodista, editor, autor, filántropo, abolicionista, funcionario público, científico, bibliotecario, diplomático, inventor y Padre Fundador estadounidense.

## Construcción y puesta en marcha
El contrato para construir el "Benjamín Franklin" fue adjudicado a la compañía  "Electric Boat". División de Dinámica General Corporation en Groton, Connecticut, el 1 de noviembre de 1962 y su quilla se colocó allí el 25 de mayo de 1963. El 5 de diciembre de 1964, fue nombramiento y botadura del submarino, patrocinado por la Sra. Francis L. Moseley y la Sra. Leon V. Chaplin, y Puesta en servicio del buque el 22 de octubre de 1965, con el capitán (naval). Donald M. Miller al mando de la Tripulación Azul y comandante Ross N. Williams comandando la Tripulación de Oro.

## Historia de servicio
El 6 de diciembre de 1965 la Tripulación de Oro lanzó con éxito un misil balístico Polaris A-3 en estrecha coordinación con un paso orbital de los astronautas Géminis 7 Frank Borman y Jim Lovell.

## Desmantelamiento y eliminación
El "Benjamín Franklin" fue Desmantelamiento del buque el 23 de noviembre de 1993 y fue eliminado del Registro Naval ese mismo día. Su desguace a través del Programa de Reciclaje de Buques y Submarinos (SRP- inglés) de propulsión nuclear en Bremerton, Washington, se completó el 21 de agosto de 1995. A través de los años se han nombra 5 barcos más en honor a Benjamin Franklin.